# ディコリサンドラ亜連
ディコリサンドラ亜連（Dichorisandrinae）は、単子葉植物ツユクサ科ツユクサ連に属する亜連で、５属約60種を含む。全種が中南米に産し、日本の植物園ではディコリサンドラ、コクリオステマ、シデラシスが見られ、ゲオゲナントゥスが観葉植物として栽培される。
形態的な多様性が高く、染色体基本数 X=19を除いて全体に共通する特徴は知られていない。ＤＮＡでは2つのグループに分けられることが分かっており、これらは系統的には側系統群となる可能性が高いが、どちらのグループにおいても、ツユクサ科の中でも特殊な性質を持つものが多い。
ディコリサンドラとシデラシスではつる性や仮種皮が見られ、特にディコリサンドラでは雄しべの葯が細長く、先端から花粉を放出する。コクリオステマとプラウマニアントゥスでは、花弁が2枚ある側の雄しべ3本だけが成熟する。 コクリオステマは着生植物で、左右の雄しべの花糸部分が覆い状に広がって螺旋形の葯を包み込んだプラグ型の構造になり、２つの突起先端の孔から花粉を放出する。プラウマニアントゥスは、熱帯雨林の林床を這う植物で、花の多くは閉鎖花になる。ゲオゲナントゥスはムラサキツユクサ連では稀な気孔副細胞配置を示し、花序は地際で腋生する。

## 属
プラウマニアントゥスはFaden (1998) の時点では記載されておらず、2004年に新属新種として記載された。
- ディコリサンドラ属（コダチハカタカラクサ属） Dichorisandra - 約40種

- シデラシス属 Siderasis - 6種
- ゲオゲナントゥス属 Geogenanthus - 3種
- プラウマニアントゥス属 Plowmanianthus - 5種
- コクリオステマ属 Cochliostema - 2種